# Le Moustoir

Le Moustoir este o comună în departamentul  Côtes-d'Armor, Franța. În 1 ianuarie 2022 avea o populație de 659 de locuitori.